# Faunula eleates
Faunula eleates är en fjärilsart som beskrevs av Gustav Weymer. Faunula eleates ingår i släktet Faunula och familjen praktfjärilar. Inga underarter finns listade i Catalogue of Life.